# أبو القاسم لاهوتي
أبو القاسم لاهوتي قالب:لغة- كردية و فارسية (و. 1887 – 1957 م) كان شاعر، وكاتب، وناشط سياسي كردي، ولد في كرمانشاه، وكان ناشطاً في إيران خلال الثورة الدستورية الفارسية توفي في موسكو، عن عمر يناهز 70 عاماً.

## سيرته
ولد أبو القاسم في كرمانشاه، كان والده ميرزا أحمد الحامي شاعراً كرديا كتب أبو القاسم قصيدته الأولى في صحيفة Habl al-Mateen في كلكتا وكان حينها في الثامنة عشر من عمره. سرعان ما دخل لاهوتي السياسة وتلقى ميدالية من ستار خان تكريماً لجهوده.
في البداية ذهب لاهوتي إلى المدرسة الكتابية، لكنه انتقل إلى بلغاريا وكتب هناك العديد من القصائد عن الإسلام. ثم عاد إلى إيران، وجند في القوات المسلحة، وتخرج برتبة نقيب.
بعد إدانته من قبل محكمة في قم، هرب أبو القاسم إلى تركيا، ولكنه سرعان ما عاد وانضم إلى قوات الشيخ محمد خيابان [الإنجليزية] في تبريز، هزمت قواته مقاتلي محمود خان بولادين [الإنجليزية]، ولكن سرعان ما تم حلها من قبل القوات الحديثة وهرب إلى باكو.
عندما كان مقيماً في ناخيتشيفان، أصبح مهتما بالشيوعية. بعد أن تزوج من الشاعرة الروسية Sisil Banu، أصبح غير قادراً على الشروع في انقلاب ضد الحكومة المركزية في إيران، وتخلى عن ذلك وانتقل إلى الاتحاد السوفيتي حيث بقي حتى أيامه الأخيرة.
في 1925 ذهب إلى دوشنبه وانضم إلى أصدقاء صدر الدين عيني. ولقي شعره ترحيباً من الجمهور واعتبر مؤسس الشعر الطاجيكي السوفيتي.

## أعماله
ألف لاهوتي نشيد الجمهوريات الاشتراكية السوفيتية الطاجيكية ‏.
نشرت مجموعته الشعرية، في ستة مجلدات خلال الفترة 1960-1963.
وله أعمال أخرى منها:
- "Kovai Ohangar" ("Kaveh the Blacksmith", 1947)
- "Qasidai Kremel" ("Ode to the Kremlin", 1923)
- "Toj va Bairaq" ("The Crown and the Flag", 1935)

## جوائز
حصل على جوائز منها:
- وسام لينين.

## روابط خارجية
- أبو القاسم لاهوتي على موقع الموسوعة البريطانية (الإنجليزية)
- أبو القاسم لاهوتي على موقع ميوزك برينز (الإنجليزية)
- أبو القاسم لاهوتي على موقع ديسكوغز (الإنجليزية)
- أبو القاسم لاهوتي على موقع ديسكوغز (الإنجليزية)